# Hans Freyer
Pour les articles homonymes, voir Freyer.
Hans Freyer, né le 31 juillet 1887 à Leipzig et mort le 18 janvier 1969 à Eberstainburg en Bade-Wurtemberg, est un sociologue, historien et philosophe allemand.
Influencé par la philosophie de la vie, il s'oriente vers le néo-hégélianisme. C'est un des représentants de la révolution conservatrice et le fondateur de la dénommée École de Leipzig.
Protestant, il épouse Käthe Lubeck dont il aura cinq enfants.

## Éléments de biographie et carrière
Il étudie à partir de 1907, à l'université de Greifwald, la théologie pendant un an mais également l'économie nationale, l'histoire et la philosophie. Un an après, il part pour l'université de Leipzig où il passe son doctorat en 1911 et est habilité en 1920. À partir de 1922, il est nommé professeur à l'université de Kiel, puis en 1925 à l'université de Leipzig comme premier scientifique à la chaire de sociologie.
Ses premiers travaux sur la philosophie de la vie ont influencé les mouvements de jeunesse allemands et lui-même s'engage dans le Sera (de) autour de l'éditeur Diederichs.
Après la prise du pouvoir par les nazis, il prend la présidence de la Deutsche Gesellschaft für Soziologie (Association allemande de sociologie). Il en expulse l'ancien président Ferdinand Tönnies, ce qui lui a été reproché comme étant un acte de mise au pas, mais laisse pourtant l'association tranquille. Des voix opposées y voient le sauvetage de l'Association d'une compromission. Peu après, la chaire de Sociologie fut aussi supprimée et remplacée par l'Institut für Kultur- und Universalgeschichte (de) (Institut pour la culture et l'histoire universelle) au sein de la Faculté de sciences politiques. Freyer y devient professeur.
Il n'adhère pas au NSDAP, mais signe pourtant le 11 novembre 33 la Déclaration des professeurs en faveur d'Adolf Hitler. Quelques-uns de ses élèves avec lesquels il avait formé l'École de Leipzig, entre autres Arnold Gehlen, Karl Heinz Pfeffer et Helmut Schelsky, adhérèrent au parti. En 1934, Freyer fait partie des membres fondateurs de la Commission pour la philosophie du droit, une section de l'Académie nazie pour le droit allemand initié par Hans Frank.
Dans un écrit de 1935, il salue le national-socialisme avec ses mots :
« Le peuple ignorant se dresse et prononce un oui politique. De la sève ancienne jaillit, encore une fois une époque qui a du sens. Ces errements paraissent légers. Ces tremblements sont productifs.
Son bouleversement si dur soit-il est sans artifice. L'avenir repose sur l'aujourd'hui parce qu'il est un avatar de l'éternité. Les hommes croient, marchent, regardant en avant et parmi eux invisibles chevauche Le Cavalier de Bamberg. »
De 1935 à 1944, il est en même temps directeur de l'Institut culturel allemand à Budapest. En 1938 il devient professeur invité pour l'Histoire de la culture allemande à l'université de Budapest et, à partir de 1941 et jusqu'à sa dissolution, président de l’Institut de la science allemande.
Après la guerre, Hans Freyer put continuer à enseigner la Sociologie à l'Université de Leipzig comme au début de sa carrière. Mais son attitude pendant la période du national-socialisme a été de plus en plus critiquée ; il perd son habilitation et déménage en Allemagne de l'Ouest en 1948. Il obtient tout d'abord un poste auprès de l'éditeur Brockhaus à Wiesbaden. Comme il ne peut plus prétendre à un poste de professeur ordinaire dans une université allemande, il enseigne comme professeur émérite de 1953 à 1963 à l'université Wilhelm de Westphalie à Münster. En 1954, pendant un court moment, il aidera à la constitution d'un Institut de sociologie à l'université d'Ankara.
En raison des dispositions en vigueur dans la fonction publique, il reçoit une pension de professeur ordinaire émérite de la part de la RFA. Beaucoup de ses publications se rapportent à cette époque. Avec son travail Théorie du temps présent, il développe une forme de conservatisme compatible avec l'époque industrielle et acquiert une grande influence dans les années 1950. La retenue et l'ironie mordante de l'érudit lassé forment un contraste saisissant avec l'élan et le pathos de ses écrits.

## Éléments théoriques
Les travaux philosophiques de Freyer sont influencés par Hegel, Dilthey, Nietzsche et Oswald Spengler.

## Écrits de jeunesse
En 1918 sort son travail de jeunesse Antäus-- Fondement d'une éthique de la vie consciente. En 1923 suit Prométhée - Idée pour une philosophie de la culture. Avec ceux-ci il se dirige peu à peu vers ce qu'on a appelé les jeunes conservateurs. Il développe un modèle de société hiérarchiquement structurée et élitiste. La liberté individuelle doit être tenue en retrait en faveur de concepts collectifs comme le Führestaat (État charismatique) et la communauté du peuple. Critique culturel, il s'occupe dans ses écrits de la technicisation galopante et développe la « théorie des systèmes secondaires. »
Dans l'État, Freyer décrit en 1926 les dimensions imbriquées de l'histoire qui, de son point de vue, ne font jamais que se répéter l'une après l'autre : la foi, le style, et l'État. Cette théorie se réfère par là à quelques éléments du Communauté et société de Ferdinand Tönnies qu’il ne mentionne pourtant pas dans son travail. À la différence de Tönnies, il décrit le dernier et le plus haut stade de l'État idéal, hiérarchiquement innervé, comme une communauté idéale avec un Führer à sa tête. La plus grande qualité de cet État résulte dans sa capacité à rassembler toutes les forces de la communauté en une seule unité. Cette idéologie correspond à celle du mouvement de la révolution conservatrice.
En 1930 Freyer publie La Sociologie comme science de la réalité une idée qu'il empruntait à Max Weber. Il s'y intéresse aux racines de la sociologie qu’il trouve dans la philosophie l'histoire. La sociologie doit par conséquent analyser les raisons d'une transformation de la société à l'aide des catégories historiques et améliorer la société à partir de ce fondement c'est-à-dire concevoir une science philosophique éthique.
Dans son livre Révolution de droite publié en 1931, Freyer examine le topos (lieu d'exercice) de la liberté. Celui-ci n'existe que dans une communauté à laquelle tout le monde prend part en faveur du tout. La liberté individuelle doit être mise en retrait en faveur de la communauté du peuple. « La révolution est l’objet des hommes les plus durs et plus éveillés de tous les courants politiques ».

## Période du National-Socialisme
À l'époque du national-socialisme paraissent divers mémoires plus ou moins proches de l'idéologie national-socialiste et qui ne seront plus publiés par la suite.
Dans l'après-guerre, tout comme son élève Arnold Gehlen, Ernst Jünger ou Martin Heidegger, Hans Freyer a été abondamment critiqué dans les sphères académiques pour avoir soutenu et accompagné spirituellement le national-socialisme.
Après la fin de la Seconde Guerre mondiale beaucoup de ses écrits ont été placés sur la liste de littérature interdite de la zone d'occupation soviétique.

## L'ère Adenauer, Théorie de la société industrielle
Dans ses écrits postérieurs à la guerre on ne dénote pas de rupture fondamentale avec ses travaux antérieurs. Il appartient comme auparavant aux représentants d'un courant ouvertement conservateur et a eu quelque influence sur la pensée de la RFA nouvellement fondée.
En 1955 il développe sa théorie de la société industrielle avec son mémoire de philosophie de l'histoire et de la sociologie Théorie du temps présent. Il y décrit tout le système social d’avant l'industrialisation comme un "système primaire" à l’état brut, et par contre l’âge industriel comme un "système secondaire" produit consciemment par l'homme. En particulier il se préoccupe du développement de la société industrielle au XXe siècle marqué par le développement de la technique l’étranglement des petites entreprises par les grandes et la concentration de masses humaines dans des centres d’agglomérations. D'après Freyer, l'État et la société sont de moins en moins séparées l'un de l'autre et la science prend un rôle central.
Il décrit le système industriel qui s'est développé à partir de la révolution industrielle vers 1800 comme une modification fondamentale des rapports humains. Cette coupure dans l'histoire du monde qu'il la compare au passage de l'homme à la sédentarité.
Freyer arrive alors à la conclusion que les descriptions de la société industrielle de l’époque (1955) ne peuvent être utilisées et que de nouveaux concepts directeurs doivent être formulés. Dans le marxisme il critique l'illusion historique du progrès d'où résulte qu'un homme nouveau serait automatiquement produit. Tout au contraire il tient cet éloignement pour l'état normal de l'homme dans la société industrielle. En particulier ils s'opposent au chiliasme moderne qui voit le règne de Dieu dans le paradis futur de la civilisation séculière. Bien qu'il rejette comme eux cet optimisme historique ils désapprouve les philosophies de l'histoire du type critique de la culture qui invoquent un mythe de crise continuelle, condamnent et veulent limiter le développement technique. Il est beaucoup plus d'avis que le progrès technique est une composante importante de l'âge industriel. Freyer recherche un équilibre entre rejet de la technique et domination par la technique.
Comme chemin possible pour le présent il insiste sur la valeur des idées et des actions conservatrices.
Il met en avant que le lien entre progrès et préservation constituent le secret de l’Histoire. « La force de l’humanité murit à partir de la tradition. Les représentants de la RC et les réformateur conservateurs auraient agi de la sorte. Cependant, un retour à la tradition ne doit pas être un retour vers le primitif ou l’archaïsme mais résider sur les forces naturelles et inépuisables issues des couches profondes de l’héritage de l’humanité et montrer par là leur capacité d’action. »
Son objectif fut de relier le conservatisme avec une théorie moderne de la société industrielle. Cette conception eut une grande influence à l’ère Adenauer.

### Écrits et travaux
- Antäus. Grundlegung einer Ethik des bewussten Lebens. Diederichs, Iéna 1918
- Das Problem der Utopie. In: Deutsche Rundschau 183 (1920).
- Prometheus. Ideen zur Philosophie der Kultur. Diederichs, Iéna, 1923
- Théorie des objektiven Geistes. Eine Einleitung in die Kulturphilosophie. B. G. Teubner, Leipzig/Berlin 1923
- Der Staat. Staat und Geist. Arbeiten im Dienste der Besinnung und des Aufbaus. T. I., Ernst Wiegandt Verlagsbuchhandlung, Leipzig 21926.
- Soziologie als Wirklichkeitswissenschaft. Logische Grundlegung des Systems der Soziologie. B. G. Teubner, Leipzig 1930
- Einleitung in die Soziologie. Quelle & Meyer, Leipzig 1931
- mit Friedrich Hertz, Walther Vogel, Franz Weidenreich, Friedrich Behn, F. E. A. Krause, Georg Steindorff, Rudolf Kittel: Das Erwachen der Menschheit. Die Kulturen der Urzeit, Ostasiens und des vorderen Orients. Propyläen-Weltgeschichte, t. 1, Berlin 1931
- Berlin, Propyläen-Verlag, 1931 (m. zahlr. Abb.)
- Revolution von rechts. Diederichs, Iéna 1931
- Herrschaft und Planung. Zwei Grundbegriffe der politischen Ethik. Hanseatische Verlagsgesellschaft, Hambourg 1933
- Pallas Athene. Ethik des politischen Volkes. Diederichs, Jena 1935
- Die politische Insel. Eine Geschichte der Utopien von Platon bis zur Gegenwart. Bibliograph. Inst., Leipzig 1936
- Das geschichtliche Selbstbewußtsein des 20. Jahrhunderts. (Vortrag). Verlag H. Keller, Leipzig 1937
- Machiavelli. Bibliographisches Institut, Leipzig 1938
- Die Bewertung der Wirtschaft im philosophischen Denken des 19. Jahrhunderts. Wilhelm Engelmann, Leipzig 21939.
- Weltgeschichte Europas, 2 Bde., Dieterichsche Verlagsbuchhandlung, Wiesbaden 1948
- Die weltgeschichtliche Bedeutung des 19. Jahrhunderts. Lipsius & Tischer, Kiel 1951
- Théorie des gegenwärtigen Zeitalters. DVA, Stuttgart 1955
- mit Carl Bennholdt-Thomsen: Der Mensch unserer Zeit. Thieme, Stuttgart 1956
- Das soziale Ganze und die Freiheit der Einzelnen unter den Bedingungen des industriellen Zeitalters. Musterschmidt, Göttingen 1957
- mit Herbert Grundmann, Kurt v. Raumer, Hans Schaefer: Das Problem der Freiheit im europäischen Denken von der Antike bis zur Gegenwart. Oldenbourg, Munich, 1958
- Bildung durch die Geisteswissenschaften. Über Sinn und Recht der humanistischen Bildungsidee im industriellen Zeitalter. SV-Schriftenreihe zur Förderung der Wissenschaft 1960/III - Forschung und Wirtschaft, Partner im Fortschritt. Stifterverband für die Deutsche Wissenschaft, Essen 1960
- Über das Dominantwerden technischer Kategorien in der Lebenswelt der industriellen Gesellschaft. Vlg. d. Akademie d. Wissenschaften u. d. Literatur, 1960
- Théorie des gegenwärtigen Zeitalters. DVA, Stuttgart 1961
- Schwelle der Zeiten. Beiträge zur Soziologie der Kultur. DVA, Stuttgart 1965
- Hg. mit Johannes Chr. Papalekas, Georg Weippert: Technik im technischen Zeitalter. Stellungsnahmen zur geschichtlichen Situation. Schilling, 1965
- mit Anderen: Industriegesellschaft in Ost und West.1966,  (ISBN 3-7758-0781-0)

### Littérature
- Jerry Z. Muller: The Other God That Failed. Hans Freyer and the Deradicalization of German Conservatism, Princeton University Press 1987.
- Jürgen Seifert: Konservative Ethik des Politischen. Von Hans Freyer zu Wolfgang Schäuble, in: Jürgen Seifert: Politik zwischen Destruktion und Gestaltung, Offizin, Hannover 1997, p. 31ff.  (ISBN 3-930345-09-9)
- Karl-Siegbert Rehberg: Freyer/Gehlen/Schelsky (Die Leipziger Schule), in: Dirk Kaesler (Hrsg.): Klassiker der Soziologie Bd.2, Beck'sche Reihe 1999.  (ISBN 3-406-42089-3)
- Christian E. Roques: Gestern, morgen, nur nicht heute. Hans Freyers strategischer Umgang mit der ›politischen Romantik‹ in der Weimarer Republik, in: Jahrbuch zur Kultur und Literatur der Weimarer Republik Vol. 18 (2017/2018), p. 109-135.  (ISBN 978-3-86916-575-2)
- Rolf Peter Sieferle: Technik als Rüstung des revolutionären Volkes: Hans Freyer, in ders.: Die Konservative Revolution. Fünf biographische Skizzen. Francfort-sur-le-Main: Fischer, 1995

## Référence
- (de) Cet article est partiellement ou en totalité issu de l’article de Wikipédia en allemand intitulé « Hans Freyer » (voir la liste des auteurs).